# Trichorhina vandeli
Trichorhina vandeli là một loài chân đều trong họ Platyarthridae. Loài này được Rioja miêu tả khoa học năm 1955.